# Clyzomedus laosicus
Clyzomedus laosicus là một loài bọ cánh cứng trong họ Cerambycidae.